# Schizothecium curvisporum
Schizothecium curvisporum är en svampart som först beskrevs av Cain, och fick sitt nu gällande namn av N. Lundq. 1972. Schizothecium curvisporum ingår i släktet Schizothecium och familjen Lasiosphaeriaceae.   Inga underarter finns listade i Catalogue of Life.